# Sammie Moreels
Sammie Moreels (Gent, 27 november 1965) is een voormalig Belgisch wielrenner.

## Belangrijkste overwinningen
1989
- GP d'Isbergues

1991
- GP Gippingen
- GP Cholet

1992
- Trofeo Laigueglia

1993
- 4e etappe Ruta del Sol, in deze rittenwedstrijd veroverde hij ook de puntentrui.

## Resultaten in voornaamste wedstrijden
| Jaar | Ronde van Italië | Ronde van Frankrijk | Ronde van Spanje |
| ---- | ---------------- | ------------------- | ---------------- |
| 1989 |                  |                     |                  |
| 1990 |                  |                     |                  |
| 1991 |                  | buiten tijd         |                  |
| 1992 |                  | 100e                |                  |
| 1993 |                  |                     |                  |
| 1995 |                  | buiten tijd         |                  |

| Jaar | Milaan-San Remo | Ronde van Vlaanderen | Amstel Gold Race | Luik-Bast.‑Luik | Ronde van Lombardije | Waalse Pijl | Parijs-Tours | Parijs-Brussel |  | WK op de weg |  | Wereldranglijsten |
| ---- | --------------- | -------------------- | ---------------- | --------------- | -------------------- | ----------- | ------------ | -------------- |  | ------------ |  | ----------------- |
| 1989 |                 |                      | 14e              | 5e              |                      | 4e          | 6e           | 27e            |  | 39e          |  | 10e (UWB)         |
| 1990 |                 |                      |                  |                 |                      |             | 72e          | 96e            |  | 41e          |  |                   |
| 1991 |                 | 22e                  |                  | 24e             | 9e                   | 24e         | 20e          | 104e           |  |              |  |                   |
| 1992 | 197e            | 33e                  |                  |                 |                      |             |              |                |  |              |  |                   |
| 1993 |                 |                      |                  |                 |                      | 48e         | 96e          | 9e             |  |              |  |                   |
| 1995 |                 | 40e                  | 18e              |                 |                      | 53e         |              | 66e            |  |              |  |                   |